# Alfred Bougeault
Louis Alfred Bougeault, né le 4 juillet 1817 à Roissy et mort le 16 mai 1893 dans le 16e arrondissement de Paris, est un historien français.

## Travaux
À l'instar d'autres historiens du XIXe siècle qui, comme Henri Martin, sont les premiers à brosser de grandes fresques des origines à nos jours, il est l'inventeur de l'Histoire de la littérature en 1876. L'originalité de sa démarche est de mettre en corrélation l'avancement historique et l'évolution des idées et des formes littéraires. Cet ouvrage est l'œuvre de référence par excellence de ce professeur, littérateur et historien singulier et méconnu, dont le concept a été si souvent repris. Il a maintes fois été réédité et est toujours disponible dans les bibliothèques municipales et universitaires de France et sur tous les continents où il sert encore aujourd'hui de référence à de nombreux chercheurs pour leurs investigations dans les humanités françaises.
On trouve quelquefois des références entrecroisées à Bougeault et à Demogeot. La confusion entre les deux auteurs s'explique par la similitude et la simultanéité de leur parcours : L'histoire de la littérature française de Jacques Demogeot paraît en 1852, Le précis de littérature française de Bougeault en 1854, L'histoire des littératures étrangères de Bougeault paraît en 1876, celle de Demogeot en 1880…
La polémique sur la mort de Jean-Jacques Rousseau est une affaire très médiatique qu’Alfred Bougeault a menée comme telle dès l’origine, à quelques jours de l'édification d'un monument au grand écrivain. Insatisfait du bilan de sa présidence à la Société des études historiques, il sort de ses cartons cette étude lors de la séance du 10 janvier 1883, après avoir invité son successeur à prendre son fauteuil de président. Il plaide la démence de Jean Jacques Rousseau et son suicide. Il s’appuie pour le démontrer sur ce que M. Corancez, ami de Rousseau, d’après les informations du sculpteur Houdon lui-même, dit avoir vu le cadavre et avoir remarqué qu’il y avait un trou au front. Rousseau se serait donc tué d’un coup de pistolet, après s’être empoisonné.

## Biographie
En 1847, Alfred Bougeault part en Russie et devient professeur au Lycée impérial Alexandre et au corps du génie de Saint-Pétersbourg. Il s'y marie l'année suivante avec Marie Eglantine Pascal (1830-1915) avec qui il aura quatre enfants (Eugène, Marie, Geneviève et Angèle) tous nés en Russie. Ils y restent jusqu'en 1860, date à laquelle ils reviennent à Paris.
En 1873 il reçoit la médaille d’argent au Concours Raymond pour l’Histoire élémentaire de la littérature française. En 1875 il devient membre de la Société des études historiques. En 1876 il reçoit la médaille d’honneur de la société libre d’instruction et d’éducation pour son Précis historique et chronologique de la littérature française. En 1882 il devient Président de la Société des études historiques, poste qu'il occupe pendant un an.

## Œuvres
- Principes de composition et de style, avec étude des genres, en vers et en prose, 1851 (in-18, F. Didot frères, Paris)
- Krilof ou le La Fontaine russe, 1852 (in-16, Garnier frères, Paris)[5] - voir Ivan Krylov
- Difficultés et finesses de la langue française, 1853 (in-8°, St Petersbourg)
- Précis historique et chronologique de la littérature française, 1854 (in-18, Vve Maire-Nyon, Paris)[6]
- Histoire des littératures étrangères, 1875-76 (3 volumes in-8°, Plon)
  - I - Littératures allemande[7], scandinave, finnoise, hongroise
  - II - Littératures anglaise, des Pays-Bas, slaves (Russie, Pologne, Bohême, Serbie)
  - III - Littératures italienne, espagnole, portugaise, grecque moderne[8].
- Étude sur l'état mental de J.-J. Rousseau et sa mort à Ermenonville, 1883 (in-18, E. Plon et Cie, Paris)[9]
- Esquisse du mouvement intellectuel et social en Russie depuis un siècle, extrait de l'"Investigateur". Juillet-août 1876, éd.  Delattre-Lenöel , 1876.